# Salvation (Roxette-dal)
A Salvation című dal a svéd Roxette 1999. november 22-én megjelent 4. és egyben utolsó kimásolt kislemezük a Have a Nice Day című hatodik stúdióalbumukról.

## Promóciók
A dalt CD-n jelentették meg mint az album 4. és egyben utolsó kislemezét. A kislemezen szerepelt a "See Me" és a "Crazy About You" című dalok, melyek a duó 1994-es albumán a Crash! Boom! Bang! címűn találhatóak. A kislemezre azonban a remixelt változatok kerültek. A dal újonnan rögzített változata a Travelling is szerepel. A kislemezre felkerült továbbá az előző daluk a Stars is.

## Videoklip
A "Salvation" klipjét Anton Corbijn holland rendező készítette, melyet 1999 októberében Nápolyban, Amalfiban rögzítettek. A dal Finnországban Top 20-as sláger lett, de előző kislemezük sikerét nem sikerült felülmúlnia. Svédországban a dal a 46. helyezett volt, míg Németországban csupán a 80. helyre sikerült jutnia. A dal spanyol változata a "Lo Siento"  nem volt akkora sláger a spanyol nyelvterületeken.

## Megjelenések
- CD Single (8879200)

1. "Salvation" (Single Version) – 4:04
2. "See Me" – 3:46
3. "Crazy About You" (Crash! Boom! Bang! Version) – 4:04
4. "Stars" (Enhanced Video) – 3:55

## Slágerlista
| Slágerlista (1999)                 | Legjobb helyezések |
| ---------------------------------- | ------------------ |
| Finnország (Singlet Top 20)        | 18                 |
| Németország (Media Control Charts) | 80                 |
| Svédország (Sverigetopplistan)     | 46                 |